# Spoorlijn Boekelo - Oldenzaal EO
De spoorlijn Boekelo - Oldenzaal EO is een voormalige spoorlijn van Boekelo via Enschede naar Oldenzaal. De lijn bestond feitelijk uit twee lijnen die door twee verschillende maatschappijen aangelegd zijn.

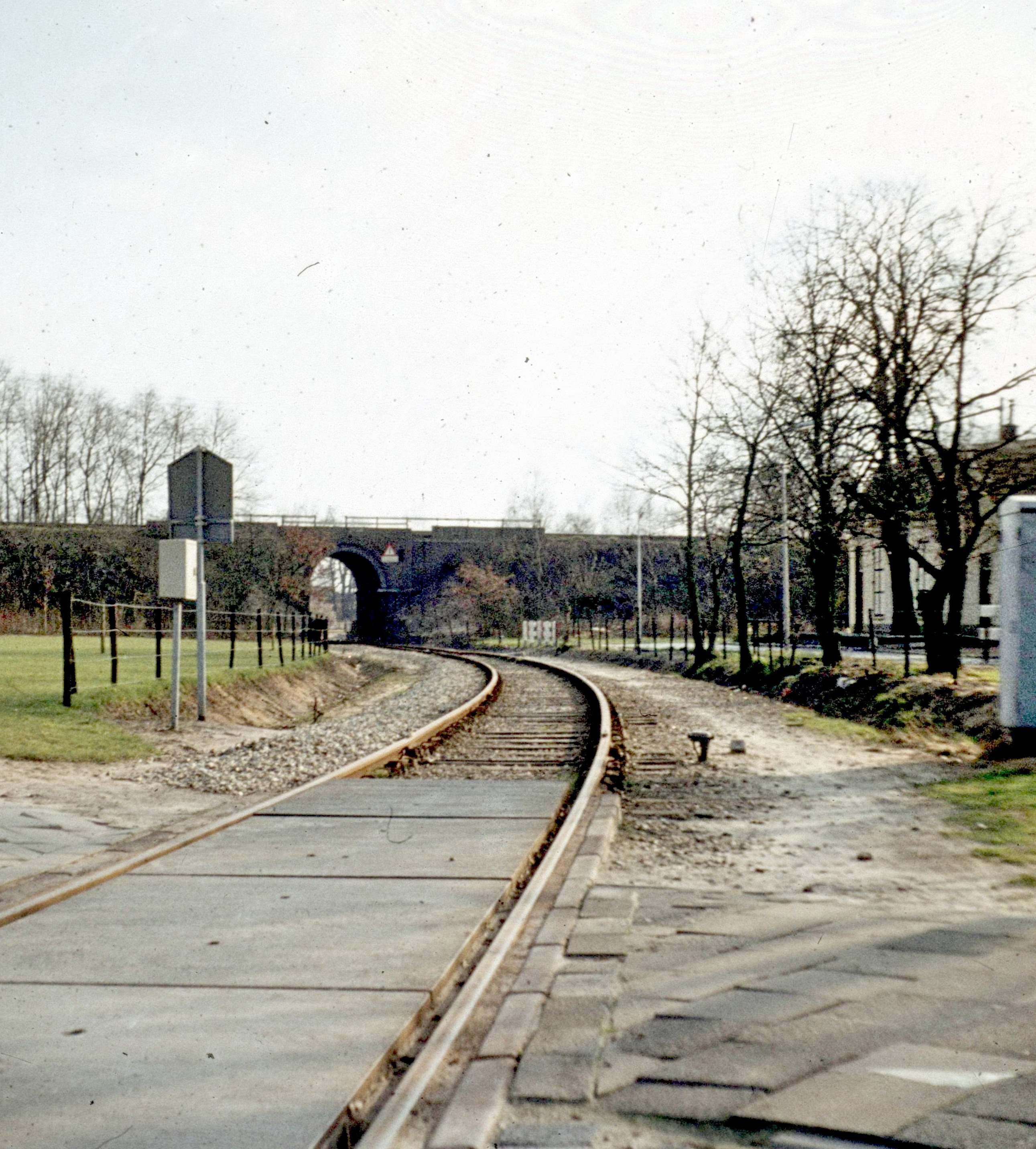
De lijn vanaf Enschede Noord richting Boekelo met in de verte het Bouwhuistunneltje onder de spoorlijn Hengelo-Enschede. Rechts voormalig café Bouwhuis. foto ca. 1978

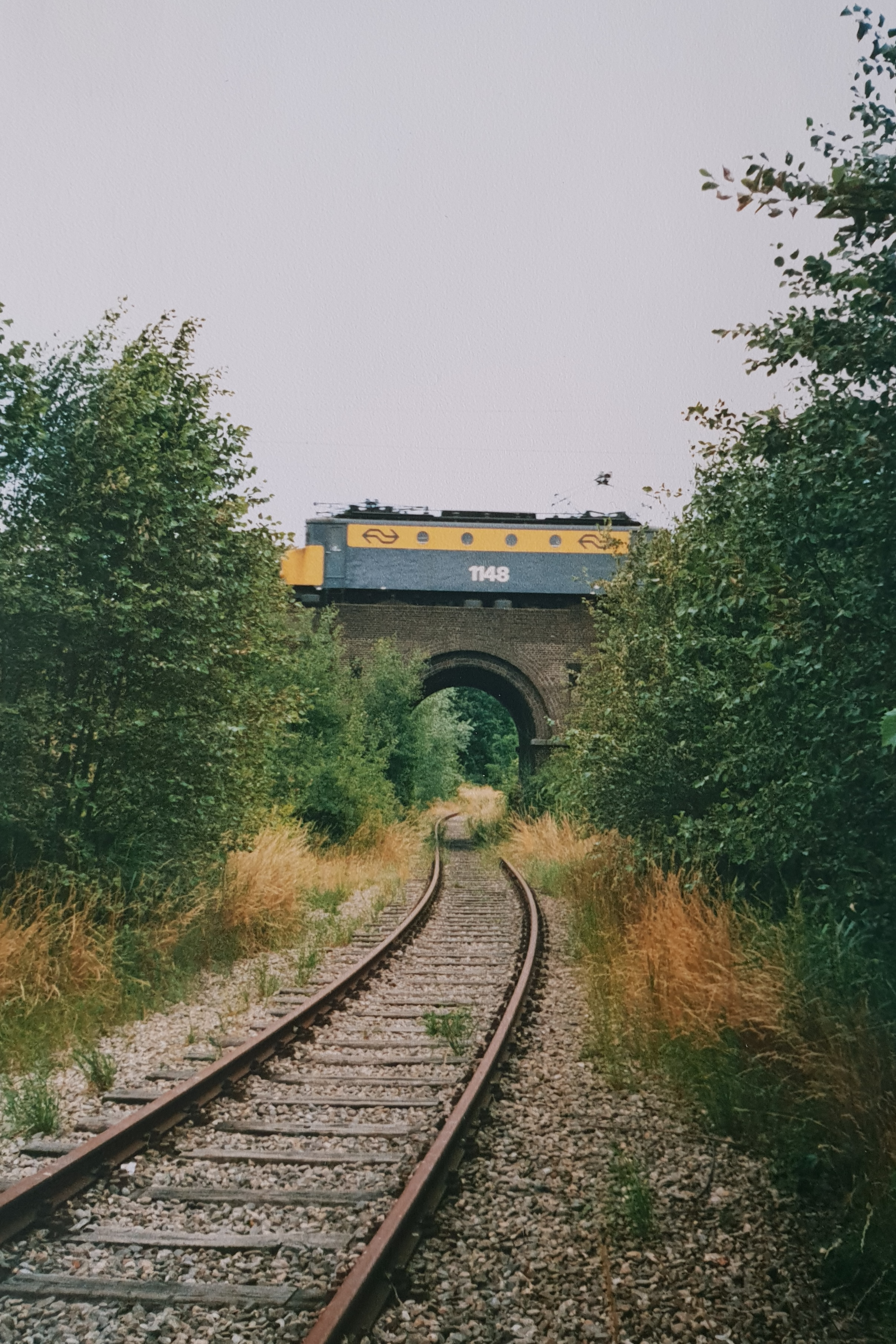
Bouwhuis- of Twekkelertunneltje gezien vanaf de richting Boekelo in 1989

## Route
Het eerste deel van de lijn van Boekelo naar Enschede Noord is aangelegd door de Geldersch-Overijsselsche Lokaalspoorweg-Maatschappij en kwam gereed in 1885. Het was een zijtak van de een jaar eerder geopende lijn van Winterswijk/Ruurlo naar Hengelo. De lijn liep vanaf station Boekelo in noordoostelijke richting richting Enschede. Hier kruiste de lijn de spoorlijn Hengelo - Enschede middels een tunnel. Deze tunnel, beter bekend als het Bouwhuistunneltje werd gedeeld met het wegverkeer. Met de komst van de naoorloogse wijk het Twekkelerveld, werd dit later de Twekkelertunnel genoemd. Even verderop, ten noorden van station Enschede lag het station Enschede-Noord. Verder kreeg de lijn in 1903 in Enschede aansluiting op de spoorlijn naar Ahaus en kwamen er aansluitingen op verschillende bedrijven in de haven aan het Twentekanaal.
Het gedeelte van de lijn Enschede-Noord - Oldenzaal EO is aangelegd door de Lokaalspoorwegmaatschappij Enschede – Oldenzaal, en werd in 1890 geopend.
De lijn liep vanaf station Enschede Noord via Lonneker naar Oldenzaal. In Oldenzaal kon geen gebruik gemaakt worden van het reeds bestaande station en er moest een eigen station gebouwd worden; Station Oldenzaal EO.
In 1918 is er tussen Lonneker en Oldenzaal een verbindingsbaan aangelegd naar de tramlijn Losser - Oldenzaal EO waardoor er rechtstreekse treinen van Enschede naar Losser konden rijden. Bij de verbindingsboog was een halte (Steenfabriek). De verbindingsboog heeft tot 1930 bestaan. Verder waren er op dit deel van de lijn verschillende aansluitingen op fabrieken.

## Stations
Langs de lijn lagen de volgende stations:
| Station        | Geopend | Gesloten | Gebouw                            |
| -------------- | ------- | -------- | --------------------------------- |
| Boekelo        | 1884    | 1937     | GOLS-klein in gebruik bij MBS     |
| Usselo         | 1886    | 1932     | geen                              |
| Enschede Noord | 1885    | 1937     | geen, GOLS-groot gesloopt in 1989 |
| Roomweg        | 1928    | 1934     | geen                              |
| Lonneker       | 1890    | 1934     | geen, GOLS-klein gesloopt in 1979 |
| Oldenzaal EO   | 1890    | 1934     | geen, GOLS-groot gesloopt in 1963 |

## Sluiting en afbraak
Het reizigersvervoer tussen Enschede-Noord en Oldenzaal werd op 15 mei 1934 stopgezet. Het spoor van Enschede naar Oldenzaal is na de sluiting in 1934 opgebroken tussen Lonneker en het industrieterrein aan de zuidkant van Oldenzaal. Op de overgebleven delen vond goederenvervoer plaats tot 1972. De lijn Enschede - Lonneker is in 1975 opgeruimd. Daar ligt nu een fietspad. 
De spoorlijn Boekelo-Enschede-Noord bleef voor reizigersvervoer in gebruik tot 3 oktober 1937. Het goederenvervoer werd tussen Enschede-Noord en Boekelo opgeheven op 28 mei 1972. Tussen Enschede en Boekelo heeft de Museum Buurtspoorweg (MBS) nog een tijd een toeristische stoomtrein laten rijden. Nadat bij de aanleg van de Rijksweg A35 de verbinding tussen Boekelo en Enschede werd verbroken, rijdt deze trein alleen nog tussen Boekelo en Haaksbergen. 
Eind jaren 80 begin jaren 90 zijn de laatste delen van de lijn in Enschede en Oldenzaal opgebroken. De restanten van het tracé in Oldenzaal, het emplacement bij station Enschede Noord en de aansluiting met de haven is tot ongeveer 1989/1990 in gebruik geweest en ook daarna opgebroken. Het Bouwhuistunneltje onder de spoorlijn naar Hengelo is begin jaren 90 dicht gemetseld en verdwenen onder het talud. 
Tegenwoordig is er dus weinig terug te vinden van de spoorlijn, echter is er met de wederopbouw van de wijk Roombeek de spoorlijn weer zichtbaar gemaakt. Nu als busbaan en laan met grachtenpanden: de Lonnekerspoorlaan.